# Kerkgebouw Gereformeerde Gemeenten (Kortgene)
Het Kerkgebouw van de Gereformeerde Gemeenten is een kerkgebouw in de Zeeuwse plaats Kortgene. Het gebouw stamt uit 1927 en verving een kleinere kerk uit 1914. In 1953 liep het gebouw, ten gevolge van de Watersnoodramp, zware schade op, alsmede in 2004 toen er brand werd gesticht. Beide keren werd de kerk hersteld en is in gebruik gebleven van Gereformeerde Gemeente.

## Geschiedenis
Op 7 november 1913 werd in Kortgene een Gereformeerde Gemeente opgericht. Er werd besloten een eigen kerkgebouw te bouwen aan de Torendijk. Op 14 april 1914 werd dit nieuwe kerkgebouw in gebruik genomen. Door groei van de gemeente werd de kerk te klein zodat besloten werd een nieuwe en grotere kerk te bouwen. Deze werd op 22 juli 1927 in gebruik genomen. Ten gevolge van de Watersnoodramp van 1953 raakte het gebouw zwaar beschadigd. De kosten van de restauratie en verbouwing die volgden, naar ontwerp van architect Chr. de Heer, liepen op tot 50.000 gulden. In 1970 volgde opnieuw een grondige restauratie van het gebouw. In 1972 werd een nieuw verenigingsgebouw achter de kerk gebouwd.
Het orgel in de kerk werd rond 1750 gebouwd voor een Rooms-Katholieke kerk in Limburg door een onbekende orgelbouwer. In 1919 werd het overgeplaatst naar de Christelijk Gereformeerde Kerk van Bussum. In 1942 werd het orgel door de firma Flentrop gerestaureerd. In 1962 werd het orgel door de Gereformeerde Gemeente van Kortgene gekocht voor 3500 gulden en door de firma Fonteijn & Gaal overgeplaatst. Op 27 april kon het orgel in gebruik worden genomen. In 1981 werd het gerestaureerd door de firma Kaat & Tijhuis. Na de kerkbrand van 2004 werd het orgel schoongemaakt door de firma A. Nijsse & Zoon.

## Brand
In de morgen van zondag 10 oktober 2004 werd er in de kerk ingebroken. Enkele hatelijke teksten werden achtergelaten door de inbrekers waarna zij brand stichtten in de consistoriekamer en in de bibliotheek. Door de ontstane brand werd het bijgebouw van de kerk zwaar beschadigd en vrijwel de gehele inventaris was onbruikbaar geworden. De kerkzaal liep grote rookschade op en vochtschade door het bluswater. Herstelwerkzaamheden en gelijktijdig doorgevoerde aanpassingen aan het gebouw duurden tot september 2005. Gedurende deze periode kerkte de gemeente in de kerk van de PKN. Op 8 september kon de kerk weer in gebruik worden genomen.